# Fritz Riess
Fritz Riess (n. 11 iulie 1922, Nürnberg, Republica de la Weimar – d. 15 mai 1991, Samedan⁠(d), cantonul Graubünden, Elveția) a fost un pilot de Formula 1. De-a lungul carierei a luat startul în 1 cursă, niciuna din pole-position. Nu a câștigat nicio cursă și nu a terminat niciodată pe podium, acumulând 0 puncte în întreaga activitate ca pilot de Formula 1.